# Gøtugjógv
Gøtugjógv (dánul: Gøtegjov) település Feröer Eysturoy nevű szigetén. Közigazgatásilag Eystur községhez tartozik.

## Földrajz

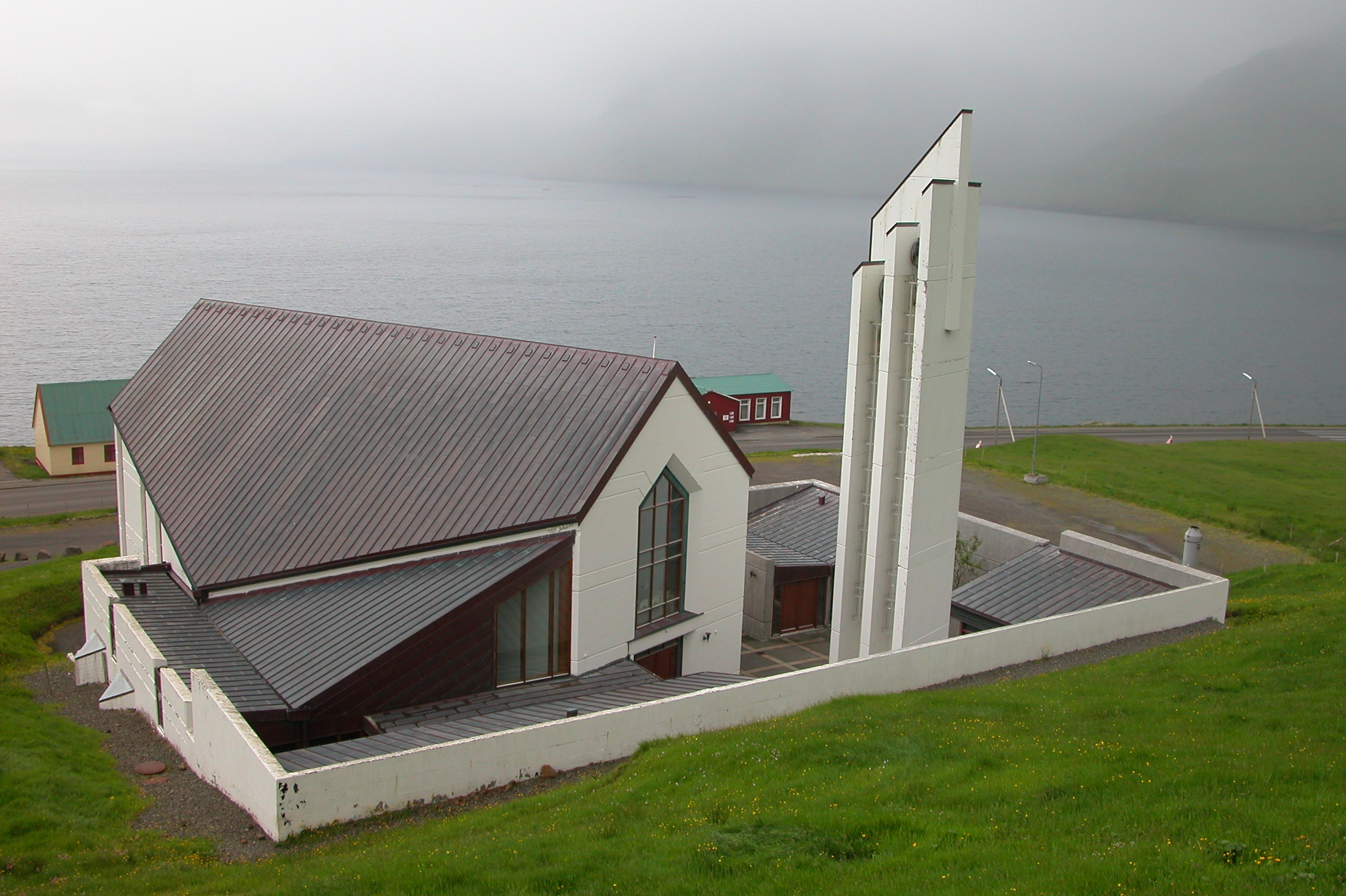
Az új templom

A  település Eysturoy keleti partján, a Gøtuvík öböl végénél fekszik, Norðragøta és Syðrugøta között.
Az új templom nagy médiavisszhangot keltett, mivel kétszer olyan drága lett, mint ami a tervekben szerepelt. A templomot 1995-ben szentelték fel. Az oltárképet, a lámpákat és a keresztelőkutat Tróndur Patursson készítette.

## Történelem
Első írásos említése 1584-ből származik.
1980-1989-ig egy középiskola működött a településen.
2009. január 1. óta Eystur község része, előtte Gøta községhez (Gøtu kommuna) tartozott.

## Népesség
| Év          | Lakosság |
| ----------- | -------- |
| 1986.01.01. | 55       |
| 1991.01.01. | 48       |
| 1996.01.01. | 37       |
| 2001.01.01. | 46       |
| 2006.01.01. | 53       |

## Közlekedés
A település Norðragøta és Syðrugøta között található. A települést érinti a 400-as buszjárat.